# Kozica (Chorwacja)
Kozica – wieś w Chorwacji, w żupanii splicko-dalmatyńskiej, w mieście Vrgorac. W 2011 roku liczyła 56 mieszkańców.